# المحاسبة في الاتحاد الأوروبي
كما هو الحال مع كافة الميزانيات العامة، فإن ميزانية الاتحاد الأوروبي عرضة لخطر سوء الإدارة. ويصدر ديوان مراجعي الحسابات سنويًا تقارير عن إدارة الميزانية. ومن المرجح أن يسهم إدخال نظام الشفافية والقيد المزدوج في تحسين إدارة الميزانية.
من أجل دعم وسائل منع الغش، أنشأت المفوضية الأوروبية المكتب الأوروبي لمكافحة الغش (OLAF - Office Européen de Lutte Anti-Fraude)، بقرار الجماعة الأوروبية للفحم والصلب رقم 1999/352. وتولى المكتب مسؤولية إجراء تحقيقات إدارية لمكافحة الغش من خلال منحه وضعًا مستقلاً خاصًا.